# Бешкув-Дольни
Бешкув-Дольни (пол. Bieszków Dolny) — село в Польщі, у гміні Мірув Шидловецького повіту Мазовецького воєводства.
Населення — 434 особи (2011).
У 1975-1998 роках село належало до Радомського воєводства.

## Демографія
Демографічна структура станом на 31 березня 2011 року:
|          | Загалом | Допрацездатний вік | Працездатний вік | Постпрацездатний вік |
| -------- | ------- | ------------------ | ---------------- | -------------------- |
| Чоловіки | 219     | 56                 | 145              | 18                   |
| Жінки    | 215     | 53                 | 115              | 47                   |
| Разом    | 434     | 109                | 260              | 65                   |